# 28. Berlini Nemzetközi Filmfesztivál
A 28. Berlini Nemzetközi Filmfesztivál 1978. február 22. és március 5. között került megrendezésre, a korábbi nyári dátumot Wolf Donner cserélte le februárra, amit ezek után is tartották. A nyitófilm John Cassavetestól a Premier, míg a zárófilm Steven Spielbergtől a Harmadik típusú találkozások volt. Az Arany Medve díjat ezúttal három filmnek ítélték oda: Tomás Muñoztól az Ascensornak, José Luis García Sáncheztől A pisztrángoknak és Emilio Martínez-Lázarotól a La palabras de Maxnak.

## Zsűri
Az alábbi emberek voltak a fesztivál zsűrijének tagjai:
- Patricia Highsmith, amerikai író - Zsűrielnök
- Sergio Leone, olasz filmkészítő és producer
- Theodoros Angelopoulos, görög filmkészítő és producer
- Jacques Rozier, francia filmkészítő
- Konrad Wolf, kelet-német filmkészítő
- Frieda Grafe, nyugat-német esszéíró és filmkritikus
- Antonio Eceiza, spanyol filmkészítő
- Ana Carolina Teixeira Soares, brazil filmkészítő
- Larisa Shepitko, szovjet filmkészítő

## A fesztivál programja

### Versenyben lévő filmek
Az alábbi filmek voltak versenyben az Arany Medve- és az Ezüst Medve-díjakért:
| Magyar cím                                    | Eredeti cím                                                             | Rendező | Ország                                        |
| --------------------------------------------- | ----------------------------------------------------------------------- | --- | --------------------------------------------- |
| Alkalom szüli a tolvajt                       | Авантаж                                                                 | Georgi Djulgerov | Bulgária                                      |
| Világvége közös ágyunkban                     | La fine del mondo nel nostro solito letto in una notte piena di pioggia | Lina Wertmüller | Olaszország, Amerikai Egyesült Államok        |
| Ascensor                                      | Ascensor                                                                | Tomás Muñoz | Spanyolország                                 |
| Az oroszlánszívű testvérek                    | Bröderna Lejonhjärta                                                    | Olle Hellbom | Svédország                                    |
| Shatranj Ke Khilari                           | Shatranj Ke Khilari                                                     | Satyajit Ray | India                                         |
| Co jsme udělali slepicím                      | Co jsme udělali slepicím                                                | Josef Hekrdle, Vladimír Jiránek | Csehszlovákia                                 |
| The Contraption                               | The Contraption                                                         | James Dearden | Egyesült Királyság                            |
| Az elnök halála                               | Śmierć prezydenta                                                       | Jerzy Kawalerowicz | Lengyelország                                 |
| Kísérlet a szabadulásra                       | Pas koji je voleo vozove                                                | Goran Paskaljević | Jugoszlávia                                   |
| A Queda                                       | A Queda                                                                 | Ruy Guerra, Nelson Xavier | Brazília                                      |
| Toi ippon no michi                            | 遠い一本の道                                                            | Sachiko Hidari | Japán                                         |
| Flammende Herzen                              | Flammende Herzen                                                        | Walter Bockmayer, Rolf Bührmann | Nyugat-Németország                            |
| Németország ősszel                            | Deutschland im Herbst                                                   | Alf Brustellin, Hans Peter Cloos, Rainer Werner Fassbinder, Alexander Kluge, Beate Mainka-Jellinghaus, Maximiliane Mainka, Edgar Reitz, Katja Rupé, Volker Schlöndorff, Peter Schubert, Bernhard Sinkel | Nyugat-Németország                            |
| Jörg Ratgeb – Maler                           | Jörg Ratgeb – Maler                                                     | Bernhard Stephan | Kelet-Németország                             |
| Forró rágógumi, avagy ilyen az eszkimó citrom | אסקימו לימון                                                            | Boaz Davidson | Izrael                                        |
| Magányos farkas                               | Бирю́к                                                                   | Roman Balayan | Szovjetunió                                   |
| Moritz, lieber Moritz                         | Moritz, lieber Moritz                                                   | Hark Bohm | Nyugat-Németország                            |
| Apám néhány boldog éve                        | Apám néhány boldog éve                                                  | Simó Sándor | Magyarország                                  |
| Une page d'amour                              | Une page d'amour                                                        | Maurice Rabinowicz | Belgium, Franciaország                        |
| Premier                                       | Opening Night                                                           | John Cassavetes | Amerikai Egyesült Államok                     |
| Outrageous!                                   | Outrageous!                                                             | Richard Benner | Kanada                                        |
| Flores de papel                               | Flores de papel                                                         | Gabriel Retes | Mexikó                                        |
| A Rajna kincse                                | Rheingold                                                               | Niklaus Schilling | Nyugat-Németország                            |
| Kígyótojás                                    | The Serpent's Egg                                                       | Ingmar Bergman | Amerikai Egyesült Államok, Nyugat-Németország |
| El brigadista                                 | El brigadista                                                           | Octavio Cortázar | Kuba                                          |
| A pisztrángok                                 | Las truchas                                                             | José Luis García Sánchez | Spanyolország                                 |
| Une vieille soupière                          | Une vieille soupière                                                    | Michel Longuet | Franciaország                                 |
| La palabras de Max                            | La palabras de Max                                                      | Emilio Martínez-Lázaro | Spanyolország                                 |

### Versenyen kívül
- Harmadik típusú találkozások (Close Encounters of the Third Kind) - Steven Spielberg (Amerikai Egyesült Államok)
- A vasprefektus (Il prefetto di ferro) - Pasquale Squitieri (Olaszország)
- Sextett (Sextette) - Ken Hughes (Amerikai Egyesült Államok)
- Utánam a vízözön (The Last Wave) - Peter Weir (Ausztrália)

### Retrospektív
A fesztiválon folytatták a tavalyi évben Marlene Dietrichnek szentelt retrospektív programot, ezúttal az alábbi filmeket vetítették: 
| Magyar cím                                   | Eredeti cím                                  | Rendező             | Ország                    |
| -------------------------------------------- | -------------------------------------------- | ------------------- | ------------------------- |
| Angyal                                       | Angel                                        | Ernst Lubitsch      | Amerikai Egyesült Államok |
| Black Fox: The Rise and Fall of Adolf Hitler | Black Fox: The Rise and Fall of Adolf Hitler | Louis Clyde Stoumen | Amerikai Egyesült Államok |
| A vágy                                       | Desire                                       | Frank Borzage       | Amerikai Egyesült Államok |
| Asszonylázadás                               | Destry Rides Again                           | George Marshall     | Amerikai Egyesült Államok |
| New Orleans angyala                          | The Flame of New Orleans                     | René Clair          | Amerikai Egyesült Államok |
| Allah kertje                                 | The Garden of Allah                          | Richard Boleslawski | Amerikai Egyesült Államok |
| Kismet                                       | Kismet                                       | William Dieterle    | Amerikai Egyesült Államok |
| Der Sprung ins Leben                         | Der Sprung ins Leben                         | Johannes Guter      | Németország               |
| Fekete lilom                                 | Die Frau, nach der man sich sehnt            | Curtis Bernhardt    | Németország               |
| Göröngyör légi utak                          | No Highway in the Sky                        | Henry Koster        | Egyesült Királyság        |
| Bűntanya                                     | Rancho Notorious                             | Fritz Lang          | Amerikai Egyesült Államok |
| A gonosz érintése                            | Touch of Evil                                | Orson Welles        | Amerikai Egyesült Államok |

## Győztesek
- Arany Medve:
  - La palabras de Max (Emilio Martínez Lázaro)
  - A pisztrángok (José Luis García Sánchez)
  - Ascensor (Tomás Muñoz) (rövidfilm)
- Zsűri Nagydíja: A Queda (Ruy Guerra, Nelson Xavier)
- Ezüst Medve díj a legjobb rendezőnek: Georgi Djulgerov (Alkalom szüli a tolvajt)
- Ezüst Medve díj a legjobb színésznőnek: Gena Rowlands (Premier)
- Ezüst Medve díj a legjobb színésznek: Craig Russell (Outrageous!)
- Ezüst Medve díj a kiemelkedő művészi teljesítményért:
  - Az elnök halála (Jerzy Kawalerowicz)
  - El brigadista (Octavio Cortázar)
    - Tiszteletbeli említés: Németország ősszel
- FIPRESCI-díj
  - Apám néhány boldog éve (Simó Sándor)

## Fordítás
- Ez a szócikk részben vagy egészben  a(z)   28th Berlin International Film Festival című angol Wikipédia-szócikk fordításán alapul.  Az eredeti cikk szerkesztőit annak laptörténete sorolja fel. Ez a jelzés csupán a megfogalmazás eredetét és a szerzői jogokat jelzi, nem szolgál a cikkben szereplő információk forrásmegjelöléseként.